# Nadja Michaelová
Nadja Michaelová, nepřechýleně Nadja Michael (* 3. ledna 1969, Wurzen, Sasko) je německá operní pěvkyně, sopranistka.

## Život
Narodila se v roce 1969 jako nejmladší z pěti dětí ve Wurzenu, poblíž Lipska v Německé demokratické republice. Nejprve navštěvovala sportovní školu pro mládež v Lipsku, ale později přestoupila na hudební školu. V roce 1989 odešla z NDR a usadila se ve Stuttgartu, kde pracovala jako modelka v butiku, aby získala finanční prostředky ke studiu zpěvu. Zpěv studovala v USA na Jacobs School of Music (Indiana University Bloomington).
Má dvě dcery, žije v berlínském Westendu.

## Dílo
Pěveckou dráhu začínala v hlasovém oboru mezzosoprán, od dubna 2005 je jejím hlasovým oborem dramatický soprán. Operním debutem pro ni byla role 3. dámy v opeře Kouzelná flétna od W. A. Mozarta na Ludwigsburger Festspiele v roce 1993. První hlavní rolí pěvkyně byla Amastre, Xerxova snoubenka, v opeře Xerxes skladatele Georga Friedricha Händela. Dále jako mezzoosopranistka ztvárnila role v operách známých skladatelů např. Carmen (Georges Bizet), Dulcineu (Jules Massenet), Olgu (Petr Iljič Čajkovskij) nebo Varvaru (Leoš Janáček).
Hostovala ve známých operních domech, ve Vídni, Londýně, Miláně, Mnichově, Berlíně, Tokiu i v New Yorku.
V hlasovém oboru dramatický soprán se představila v hlavních rolích oper Tosca, Macbeth (Lady Macbeth), Salome, Fidelio a Sedlák kavalír (Santuzza).
Do jejího repertoáru patří také písně a oratoria skladatelů Richarda Wagnera, Roberta Schumanna, Hugo Wolfa, Gustava Mahlera, Richarda Strausse, Giuseppe Verdiho a dalších.
Poprvé vystoupila v Metropolitní opeře v New Yorku v roli Lady Mackbeth v roce 2012.
V roce 2015 nastudovala v maďarštině roli Judity v opeře Modrovousův hrad skladatele Bély Bartóka. V té se pak představila v inscenaci Metropolitní opery (uváděné spolu s operou Jolanta od P. I. Čajkovského) pod režijním vedením Mariusze Trelińského.

### Discografie (výběr)
- Gustav Mahler, Symfonie č. 2, Gilbert Kaplan, DGG
- Giuseppe Verdi, Messa da Requiem, Gustav Kuhn, Arte Nova

### DVD (živě)
- 2001 – Georges Bizet: Carmen, Teatro di San Carlo, (Planeta de Agostini)
- 2003 – Giuseppe Verdi: Don Carlos (jako Princesse Eboli), Vídeňská státní opera, (TDK)
- 2007 – Giacomo Puccini: Tosca, Bregenzer Festspiele, (Naxos)
- 2007 – Richard Strauss: Salome La Scala, (TDK)
- 2008 – Richard Strauss: Salome, Royal Opera House, (Opus Arte)
- 2010 – Simon Mayr: Medea in Corinto, Bavorská státní opera, (Arthaus)

## Ocenění
- 2005 – Prix´ d Amis, (nejlepší zpěvačka sezóny 2004/2005), Amsterdam
- 2005 – Rose der Woche, Mnichov
- 2008 – Berliner Bär (B.Z.-Kulturpreis), Berlín